# Piromania
La piromania és un trastorn del control dels impulsos, fent que els malalts que la pateixen gaudeixin provocant foc i observant les conseqüències que això comporta.
Els tractaments, a llarg termini, inclouen mesures farmacològiques i psicoterapèutiques com les teràpies de grup o les de tipus cognitiu de conducta.